# Dusty Henricksen
Pour les articles homonymes, voir Henricksen.
Dusty Henricksen, né le 2 février 2003 est une snowboardeur américain qui participe à des compétitions dans les disciplines de slopestyle et big air.

## Palmarès

### Coupe du monde
- 1 petit globe de cristal :
  - Vainqueur du classement slopestyle en 2023.

#### Détails des victoires
| Épreuve / Édition | Slopestyle       |
| ----------------- | ---------------- |
| 2019-2020         | Mammoth Mountain |
| 2022-2023         | Mammoth Mountain |

### Jeux olympiques de la jeunesse
- Médaille d'or en slopestyle aux Jeux olympiques de la jeunesse d'hiver de 2020